# Il mio momento
Il mio momento è il primo album in studio della cantante italiana Simonetta Spiri, pubblicato ad un anno di distanza dalla sua partecipazione nel talent show Amici di Maria De Filippi distribuito da Edel Music.

## Il disco
Il disco è caratterizzato da brani pop con contaminazioni rock e tratta temi come l'amore, i sogni, la solitudine, la gioia di vivere e la morte.

Nell'album è presente una canzone, in due versioni normale e acustica, dal titolo "Kiri Vola" dedicata a Giovanna Rita Di Maria, una ragazzina tredicenne che perse la vita a causa di un aneurisma cerebrale.
L'album vede la collaborazione dei produttori Enrico Palmosi e Fabio Balestreri e come autori dei pezzi Luca Sala e Luigi Marielli dei Tazenda.
Dal disco vengono estratti tre singoli correlati dai rispettivi videoclip che sono "Il mio momento", "Passa anche l'estate" e "Ti sento ancora qui".
L'album è stato promosso con un tour in tutta Italia

## Tracce
1. Il mio momento – 3:16 (Luca Sala ed Enrico Palmosi)
2. Kiri vola – 4:46 (Simonetta Spiri, Luca Sala, Enrico Palmosi e Paolo Petrini)
3. Ti sento ancora qui – 3:22 (Luigi Marielli, Luca Sala, Simonetta Spiri e Francesco Arpino)
4. Passa anche l'estate – 3:40 (Simonetta Spiri, Luca Sala e Disi Melotti)
5. Scusa Se – 4:04 (Luca Sala ed Enrico Palmosi)
6. Di Musica, di Voi – 2:59 (Luca Sala, Simonetta Spiri e Francesco Arpino)
7. Maledettamente sola – 3:37 (Massimo Nardari)
8. Un'incredibile storia – 4:07 (Luca Sala, Simonetta Spiri e Francesco Arpino)
9. Kiri vola (versione acustica) – 2:54 (Simonetta Spiri, Luca Sala, Enrico Palmosi e Paolo Petrini)

## Formazione
- Simonetta Spiri – voce
- Enrico Palmosi – pianoforte
- Paolo Petrini – chitarra
- Rossano Eleuteri – basso
- Francesco Corvino – batteria